# Myna se'n va
Myna se'n va és una pel·lícula espanyola dirigida per Sonia Escolano i Sadrac González. És un llargmetratge independent de tipus naturalista i és protagonitzat per actors desconeguts. En 2010 fou finalista dels Premis Goya amb 11 nominacions.

## Argument
La Myna és una jove immigrant il·legal vinguda d'un país de l'Est en conflicte bèl·lic. La noia treballa com a assistenta per a un matrimoni i el seu fill petit. Quan els pares decideixen sortir de viatge, deixen el seu fill i la casa a cura de la Myna, en la qual confien plenament. No obstant, una nit el nen pateix un greu accident al cap, el dolor del qual es va incrementant. La Myna, sabent que la deportaran si entra en un hospital, decideix ajudar el nen clandestinament i contra rellotge, ja que la mateixa nit els pares tornen del seu viatge.

## Repartiment[2]
- María del Barrio com Myna.
- David López-Serrano Páez com el metge.
- Diana Facen com Ana, la mare d'en Pablo.
- Chema Rolland com Jorge, el pare d'en Pablo.
- Álvaro Pascual com el veterinari.
- Francisco Sala com Pablo.
- Marina Oria com dona d'en Carlos.

## Premis
| Festival                                             | Categoria                             | Resultat              |
| ---------------------------------------------------- | ------------------------------------- | --------------------- |
| Filmoteca Nacional de Bèlgica, Cinematek             |                                       | Secció Oficial        |
| London Spanish Film Festival                         |                                       | Secció Oficial        |
| Rencontres des cinémas d'Europe                      |                                       | Secció Oficial        |
| Austin Film Festival                                 | Millor interpretació                  | Ganadora              |
| Athens Fest                                          |                                       | Secció Oficial        |
| The Indie Fest                                       | Millor Pel·lícula                     | Guanyadora            |
| The Bronx Independent Film Festival, NY              |                                       | Secció Oficial        |
| Indie Fest USA                                       | Millor Pel·lícula                     | Secció Oficial        |
| The Indie Gathering                                  | Millor Pel·lícula Llatina             | Guanyadora            |
| Atlanta Underground Film Fest                        | Millor pel·lícula de parla no anglesa | Guanyadora            |
| Sidney Underground Film festival, Australia          |                                       | Secció Oficial        |
| Naperville International Film Festival, Illinois     | Millor Pel·lícula                     | Secció Oficial        |
| Naperville International Film Festival, Illinois     | Millor Actriu                         | Guanyadora            |
| Festival de Cine de Zaragoza                         | Millor Actriu                         | Mención Especial      |
| Festival Internacional de cine y vídeo de Nueva York | Millor Pel·lícula                     | Secció Oficial        |
| Festival audiovisual de València Tirant Avant        | Millor Pel·lícula                     | Nominada              |
| Festival audiovisual de Valèencia Tirant Avant       | Millor guió                           | Nominada              |
| Macon International Film Festival, Georgia           | Millor Pel·lícula                     | Guanyadora            |
| Semana Internacional de Cine e Inmigración de Bilbao |                                       | Pel·lícula de cloenda |
| Films de Femmes, Creteil, França                     | Millor Pel·lícula                     | Secció Oficial        |
| Atlantida Film Fest                                  |                                       | Secció Oficial        |